# Navatalgordo (kommunhuvudort)
Navatalgordo är en kommunhuvudort i Spanien.   Den ligger i provinsen Provincia de Ávila och regionen Kastilien och Leon, i den centrala delen av landet, 100 km väster om huvudstaden Madrid. Navatalgordo ligger 1 268 meter över havet och antalet invånare är 302.
Terrängen runt Navatalgordo är lite bergig. Runt Navatalgordo är det glesbefolkat, med 8 invånare per kvadratkilometer. Närmaste större samhälle är Burgohondo, 7,3 km öster om Navatalgordo. 